# Уидон, Джосс
Джо́зеф Хилл «Джосс» Уи́дон (англ. Joseph Hill "Joss" Whedon; род. 23 июня 1964, Нью-Йорк) — американский режиссёр, сценарист, актёр и продюсер, автор комиксов. Наибольшую известность получил в качестве создателя сериала «Баффи — истребительница вампиров». Среди других его известных работ — сериалы «Ангел», «Светлячок», «Кукольный дом», «Агенты „Щ. И. Т.“», фильмы «Миссия „Серенити“» (2005), «Мстители» (2012) и «Мстители: Эра Альтрона» (2015).
В качестве автора комиксов Уидон известен благодаря сериям Fray, Astonishing X-Men, Buffy the Vampire Slayer, Serenity, Angel: After the Fall и Runaways.
Джосс Уидон — обладатель множества наград в сфере кинематографа, телевидения и комиксов; среди них: премии «Хьюго», «Небьюла», «Эмми», «Сатурн», «Энни». В 1996 году номинировался на кинопремию «Оскар» за сценарий к мультфильму «История игрушек».

## Биография
Джозеф Уидон родился 23 июня 1964 года в Манхэттене (Нью-Йорк, США).
Уидон — сценарист в третьем поколении. Его отец Том Уидон занимался написанием сценариев для телевидения, а дед Джон Уидон был драматургом, позднее писал сценарии для ситкомов в 1950-60-х.
Мать Джозефа Ли Стёрнз (Lee Stearns) — была учительницей в средней школе, в свободное время писала романы. Кроме Джозефа в семье есть двое старших сыновей Сэмуэль и Мэттью и двое младших — Джед и Зак.
Детство Уидона прошло в Нью-Йорке, он посещал среднюю школу Riverdale High School, где преподавала его мать Ли Стёрнз. Родители Джозефа развелись, когда ему было 9 лет. Джозеф остался жить с матерью, которая повторно вышла замуж и вскоре решила взять творческий отпуск. В 1980 году семья переехала в Англию, где Джозеф учился в элитном учебном заведении для мальчиков Winchester College в Хэмпшире. Через год родители вернулись в США, но Джозеф продолжал обучение в колледже ещё около двух лет.
Вернувшись в США в 1982 году Уидон продолжил обучение в Уэслианском университете в штате Коннектикут, который окончил в 1987 году и переехал в Лос-Анджелес для того, чтобы начать строить свою карьеру в сфере производства фильмов.

### Карьера
В течение года после переезда в Лос-Анджелес Уидону не удавалось получить работу в киноиндустрии.
Находясь в тяжелом материальном положении он работал в видеомагазине.  Карьера Уидона как сценариста началась с написания сценариев для ситкома «Розанна» (1988—1997), который шёл на телеканале ABC. Уидон стал автором нескольких сценариев для второго сезона сериала. Спустя год Уидон переходит в команду создателей сериала «Родители» (1990) на канале NBC. Сериал основывался на успешном одноименном фильме 1989 года со Стивом Мартином в главной роли. Телеверсия была плохо встречена критиками и шоу было быстро закрыто.

#### Фильм «Баффи»
Ещё во время работы над сериалом «Розанна» Уидон начал разрабатывать концепцию сценария об истребительнице вампиров. Однако киностудии без энтузиазма относились к нестандартной идее создания произведения с центральным сильным женским персонажем, к тому же от малоизвестного автора. Уидон продолжал предлагать сценарий различным компаниям, и наконец в 1988 году сценарий удалось продать студии «Sandollar Productions».
Через два года студия заключила сделку с семейной парой кинорежиссёров — Казом и Фрэн Рубел Кузуи. Финансировать производство фильма согласилась студия «20th Century Fox», режиссёром стала Фрэн Кузуи, на роль главной героини была выбрана Кристи Суонсон, в остальных ролях снялись Дональд Сазерленд, Люк Перри, Рутгер Хауэр и Пол Рубенс. В 1992 году фильм «Баффи — истребительница вампиров» вышел на экраны и был прохладно встречен и кинокритиками и зрителями.
Для Уидона фильм стал не совсем тем, чего он ожидал. О нём он говорит следующее:

Без Фрэн Кузуи этого фильма не было бы. Она спродюсировала его и собрала воедино. Она срежиссировала его. Она сделала его своим собственным. Каждый сценарист считает себя автором. И в этом разочарование, потому что когда пишешь, то имеешь свой собственный взгляд на всё, даже на угол камеры при съёмке… И моё видение не совпадало с представлением Фрэн. Ей хотелось снять комедию, а я хотел снять ужастик, который был бы смешным.
Оригинальный текст (англ.)Without Fran Kuzui there would have been no movie. She produced it and put it together. She directed it. She made it her own. As a creator, every writer will think of themselves as that. It's frustrating, because I have a very specific vision when I write, directorially speaking, about everything, about camera angles... And, inevitably, my vision was not going to be the same as Fran's. She was interested in making more a sort of head-on comedy, and I wanted to make an action horror movie that was funny.

#### Карьера сценарного доктора
После неудачи с фильмом Уидон вернулся к работе в Голливуде в качестве «сценарного доктора», то есть человека, который дорабатывает сценарии фильмов. Он работал над сценариями к фильмам «Скорость» (1994), «Побег» (1994), «Быстрый и мёртвый» (1995), «Водный мир» (1995), «Смерч» (1996), «Люди Икс» (2000). Часто его имя даже не указывалось в титрах. В 1995 году он участвовал в написании сценария «Истории игрушек» к полнометражному анимационному фильму совместного производства Disney и Pixar. Успех мультфильма был отмечен номинациями на несколько престижных премий — «Оскар», «Энни», «Сатурн» за лучший сценарий года. В 1997 году Уидон написал сценарий для четвёртого фильма фантастической саги о Чужих — «Чужой 4: Воскрешение». По его словам большая часть его диалогов была вырезана из финальной версии фильма. Уидон был недоволен работой режиссёра Жана-Пьера Жёне и называл свою работу над фильмом самым худшим опытом в своей жизни.

#### Сериалы «Баффи» и «Ангел»
Фильм «Баффи…» 1992 года гораздо успешнее выступил на рынке домашнего видео, чем на большом экране. Исходя из этого режиссёр и исполнительный продюсер оригинального фильма предложили Уидону изменить формат истории об истребительнице вампиров, и Уидон согласился. Идею сериала он предложил телеканалу WB с условием предоставления полной творческой свободы. Получившийся в результате телесериал, названный так же, как и фильм-предшественник, вышел в эфир 10 марта 1997 года и получил одобрение зрителей и критиков. В 2000 году серия «Hush» («Тишина») из четвёртого сезона была номинирована на премию «Эмми» в категории «выдающийся сценарий для драматического сериала». В 2002 году серия «The Body» («Тело») была номинирована на литературную премию Небьюла за лучший сценарий, а ещё через год необычная серия-мюзикл «Once More, With Feeling» («Ещё раз с чувством») получила эту же номинацию. Джосс Уидон является автором слов и музыки ко всем композициям серии-мюзикла.
Первые пять сезонов «Баффи» транслировал канал WB, два последних сезона были показаны каналом UPN. После окончания третьего сезона в 1999 году было принято решение выделить некоторых персонажей в отдельный сериал-спин-офф «Ангел». Авторами сериала стали Джосс Уидон, сценарист Дэвид Гринуолт и Тим Майнир. Сериал стартовал в сентябре 1999 года на одном канале с «Баффи», по времени шоу транслировалось сразу после «Баффи» (вечером по вторникам). Критиками сериал был назван «более взрослой и тёмной версией „Баффи“». После того как «Баффи» стал транслироваться другим каналом, время эфира для «Ангела» постоянно изменялось. Джосс Уидон сыграл камео в серии «Through the Looking Glass».
После семи лет съёмок «Баффи» актёры и авторы приняли решение закончить сериал. Телеканал WB закрыл сериал «Ангел» в феврале 2004 года. Уидон не собирался заканчивать сериал, но руководство WB посчитало, что реалити-шоу принесёт каналу бо́льшее количество зрителей, и заставило Уидона изменить сюжетную арку и финал сезона. Принудительное закрытие сериала вызвало волну недовольства со стороны фанатов сериала и появление многочисленных кампаний в поддержку сериала.

#### «Светлячок» и «Серенити»
В 2002 году на канале Fox стартовал сериал «Светлячок», снятый в жанре космического вестерна, автором идеи которого стал Джосс Уидон. Действие сериала происходит в 2517 году, в центре внимания — девять членов экипажа космического корабля «Серенити». Сериал был радушно принят зрителями и критиками и был назван самым оригинальным телешоу года. Но канал Fox показал всего лишь 11 серий из 14 снятых, после чего показ сериала был отменён, как нерейтинговый. Среди причин невысоких рейтингов назывались неудачно выбранное время трансляции, плохая рекламная кампания и неверный порядок демонстрации серий каналом Fox, из-за чего зрители не могли уловить сюжетную связь между сериями и понять мотивы героев. Так, например, двухчасовая пилотная серия была выпущена в эфир последней.
После отмены «Светлячка» Уидон приступил к написанию сценария для полнометражной версии фильма, получившего название «Serenity» (по названию космического корабля в сериале).
Тем временем продажи сериала на DVD были неожиданно высокими, «Светлячок» дважды достигал второго места в рейтинге продаж Amazon’s daily top-seller list.
Сценарий полнометражного фильма Уидон предложил компании Universal Studios. Съёмки начались в июле 2004 года и 30 сентября 2005 года в США состоялась премьера фильма «Serenity». В России прокатчиками фильм был выпущен под названием «Миссия „Серенити“». В дополнительных материалах к DVD Уидон подчеркивает, что фильм существует лишь благодаря поддержке фанов сериала. В 2005 году фильм «Serenity» был удостоен литературной премии Небьюла за лучший сценарий, присуждаемой Американской ассоциацией писателей-фантастов, а в следующем году получил премию Хьюго за лучшую постановку (крупная форма).

### Текущие проекты
В 2008 году Джосс Уидон совместно с братьями Заком и Джедом, и актрисой Морисой Танчароен выпустили короткометражный (длительность 43 минуты) фильм-мюзикл «Dr. Horrible’s Sing-Along Blog» («Музыкальный блог Доктора Ужасного»). Идея создания небольшого и недорогого мюзикла возникла у авторов во время забастовки Гильдии сценаристов США.
Фильм рассказывает историю противостояния Билли (он же суперзлодей Доктор Ужасный) и его врага Капитана Молотка. Состоит из трёх актов, каждый длиной около 14 минут. Всего в фильме звучат 14 песен. Джосс Уидон является автором слов и музыки к 9 из них. Главные роли в фильме исполнили Нил Патрик Харрис, Нейтан Филлион и Фелиция Дэй. Мюзикл был доступен для свободного просмотра в интернете с 15 по 20 июля 2008 года, релиз каждой серии (акта) происходил отдельно с интервалом в два дня.
В октябре 2008 года журнал TIME поставил мюзикл «Dr. Horrible’s Sing-Along Blog» на 15 место в списке из 50 изобретений 2008 года.
Фильм доступен для скачивания через iTunes и для бесплатного онлайн-просмотра с официального сайта (только для жителей США). 19 декабря в США вышел DVD с фильмом, на диске также содержатся дополнительные материалы (музыкальные комментарии авторов).
Закончены съёмки сериала «Кукольный дом».
Уидон создал сиквел полнометражного фильма «Мстители», который является частью кинематографической вселенной Marvel. Первый фильм объединил героев фильмов «Железный человек 1-2», «Тор», «Первый мститель» и «Невероятный Халк». В 2010 году Джосс Уиддон срежиссировал финальную сцену в фильме «Тор», которая была показана после титров и служит подводящей к «Мстителям».

## Фильмография
| Год       | Фильм                               | Оригинальное название          | Примечание                                                                                                 |
| --------- | ----------------------------------- | ------------------------------ | --- |
| 1989—1990 | «Розанна»                           | Roseanne                       | сценарист                                                                                                  |
| 1990      | «Родители»                          | Parenthood (TV series)         | сценарист                                                                                                  |
| 1992      | «Баффи — истребительница вампиров»  | Buffy the Vampire Slayer       | сценарист                                                                                                  |
| 1995      | «История игрушек»                   | Toy Story                      | сценарист                                                                                                  |
| 1997      | «Чужой: Воскрешение»                | Alien Resurrection             | сценарист                                                                                                  |
| 1997—2003 | «Баффи — истребительница вампиров»  | Buffy the Vampire Slayer       | сценарист, режиссёр, исполнительный продюсер, автор музыки и текстов песен серии «Once More, With Feeling» |
| 1999—2004 | «Ангел»                             | Angel                          | сценарист, режиссёр, исполнительный продюсер, актёр (серия «Through the Looking Glass»)                    |
| 2000      | «Титан: После гибели Земли»         | Titan A.E.                     | сценарист                                                                                                  |
| 2001      | «Атлантида: Затерянный мир»         | Atlantis: The Lost Empire      | сценарист                                                                                                  |
| 2002—2003 | «Светлячок»                         | Firefly                        | сценарист, режиссёр, исполнительный продюсер, композитор заглавной музыкальной темы                        |
| 2005      | «Миссия „Серенити“»                 | Serenity                       | сценарист, режиссёр                                                                                        |
| 2008      | «Музыкальный блог Доктора Ужасного» | Dr. Horrible’s Sing-Along Blog | автор идеи, сценарист, режиссёр, автор музыки и слов                                                       |
| 2009      | «Кукольный дом»                     | Dollhouse                      | автор идеи, сценарист, режиссёр                                                                            |
| 2011      | «Хижина в лесу»                     | The Cabin in the Woods         | сценарист, продюсер                                                                                        |
| 2012      | «Мстители»                          | The Avengers                   | режиссёр, сценарист                                                                                        |
| 2012      | «Много шума из ничего»              | Much Ado About Nothing         | режиссёр, продюсер, сценарист, композитор                                                                  |
| 2013      | «Агенты „Щ. И. Т.“»                 | Agents of S.H.I.E.L.D.         | исполнительный продюсер, сценарист                                                                         |
| 2015      | «Мстители: Эра Альтрона»            | Avengers: Age of Ultron        | режиссёр, сценарист                                                                                        |
| 2017      | «Лига справедливости»               | Justice League                 | сценарист и режиссёр (постпродакшн)                                                                        |
| 2020      | «Невероятные»                       | The Nevers                     | создатель сериала                                                                                          |

## Награды и номинации
- 1996 — номинация на премию «Оскар» — лучший сценарий («История игрушек», совместно с другими сценаристами фильма)
- 1996 — номинация на премию «Сатурн» — лучший сценарий («История игрушек», совместно с другими сценаристами фильма)
- 1996 — Премия «Энни» («История игрушек», совместно с другими сценаристами фильма)
- 2000 — номинация на премию «Эмми» — выдающийся сценарий для драматического сериала («Баффи — истребительница вампиров», серия «Hush»)
- 2000 — номинация на премию Небьюла («Баффи — истребительница вампиров», серия «The Body»)
- 2000 — номинация на премию Брэма Стокера — лучший сценарий («Баффи — истребительница вампиров», серия «Hush»)[19]
- 2002 — номинация на премию Хьюго — лучшая постановка («Баффи — истребительница вампиров», серия «Once More, with Feeling»)[20]
- 2003 — номинация на премию Небьюла («Баффи — истребительница вампиров», серия «Once More, with Feeling»)
- 2003 — номинация на премию Хьюго — лучшая постановка, малая форма («Светлячок», серия «Серенити»)[21]
- 2003 — номинация на премию Хьюго — лучшая постановка, малая форма («Ангел», серия «Waiting in the Wings»)[21]
- 2004 — номинация на премию Хьюго — лучшая постановка, малая форма («Баффи — истребительница вампиров», серия «Chosen»)[22]
- 2004 — номинация на премию Хьюго — лучшая постановка, малая форма («Светлячок», серия «The Message»)[22]
- 2005 — премия Небьюла — лучший драматический сценарий («Миссия „Серенити“»)[14]
- 2005 — номинация на премию Хьюго — лучшая постановка, малая форма («Ангел», серия «Smile Time»)[23]
- 2005 — номинация на премию Хьюго — лучшая постановка, малая форма («Ангел», серия «Not Fade Away»)[23]
- 2006 — Премия Хьюго — лучшая постановка, крупная форма («Миссия „Серенити“»)[6]
- 2006 — Премия «Прометей» («Миссия „Серенити“»)[24]